# Borgosatollo
Borgosatollo (Borsadól in dialetto bresciano) è un comune italiano di 9 092 abitanti della provincia di Brescia in Lombardia, posto immediatamente a sud del capoluogo, nella Bassa Bresciana.

## Geografia fisica
Il territorio comunale si estende su una superficie di circa 8,5 km² appartenente alla pianura padana, posta a sud-est del capoluogo di provincia e a nord della cosiddetta Bassa Bresciana. Esso confina a nord con Brescia, a est con Castenedolo, a ovest con Poncarale e San Zeno Naviglio, a sud con Ghedi e Montirone. L'abitato principale dista circa 11 chilometri dal centro storico del capoluogo e circa 93 chilometri da Milano.
Dal punto di vista altimetrico, il territorio comunale risulta compreso tra i 120 m s.l.m. della frazione Gerole e i 108 m s.l.m. della località Belleguardello.
La struttura geologica è caratterizzata da due tipi di depositi alluvionali fluvioglaciali: a valle della zona delle risorgive, risalente al periodo Wurm, e quelli a monte della stessa zona, questi ultimi ricoperti da limi più recenti.
Il territorio di Borgosatollo rientra come Classificazione sismica in zona 3 (sismicità bassa)

### Idrografia

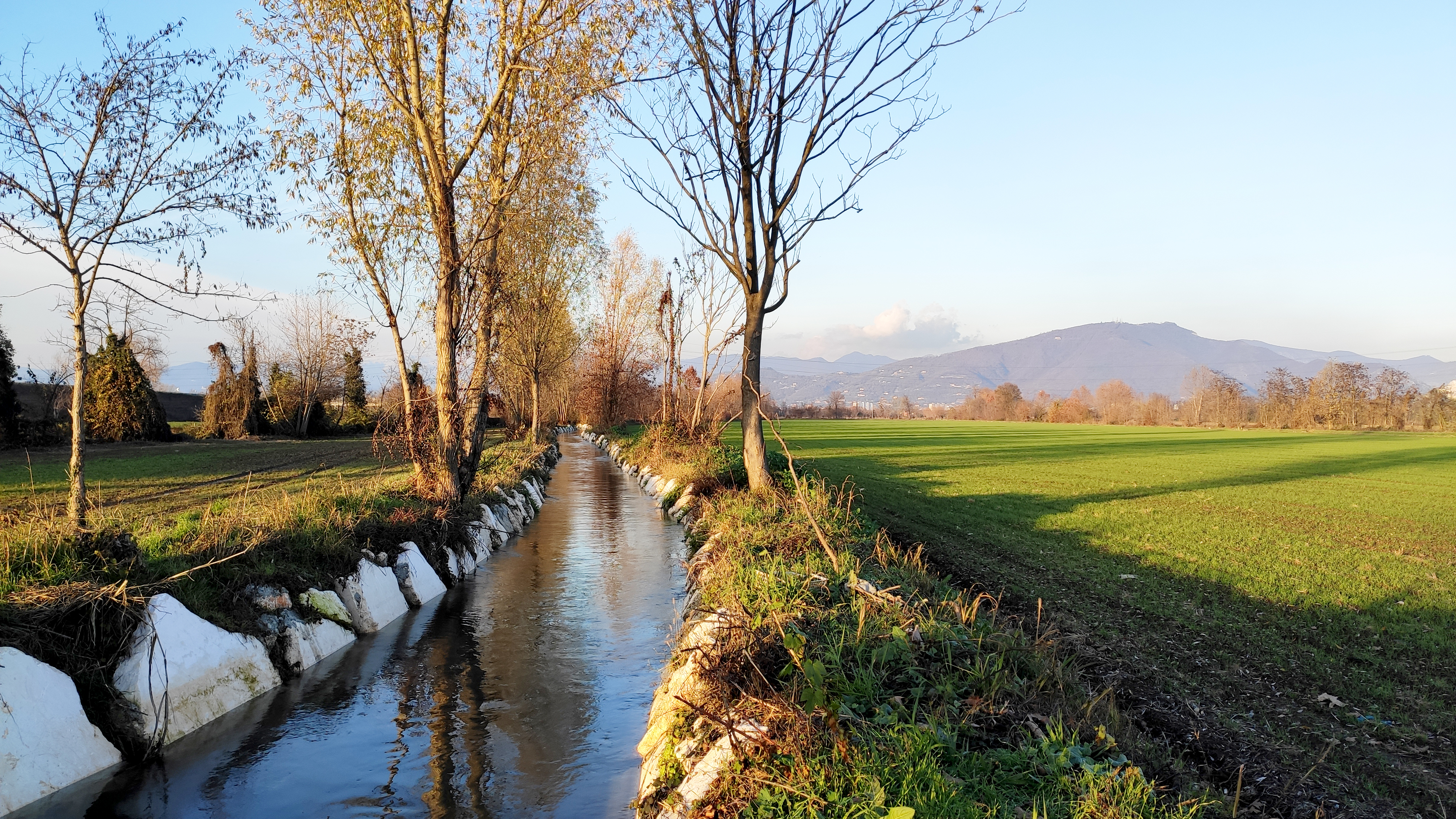
La roggia molinara in località Colombo

Per quanto riguarda l'idrografia, Borgosatollo è solcato da una rete di canalizzazioni a scopo irriguo. Il Garza scorre nella fascia orientale ai confini coi comuni di Brescia e di Castenedolo, mentre il Naviglio attraversa i territori della frazione Gerole e della località Venezia, passando nella fascia settentrionale del territorio comunale. Altre vie d'acqua ritenute di rilievo da Pola (2006) sono la seriola Molinera, la seriola Molinara, la Motella e le rogge Piffiona e Vescovada, mentre Mazza (1986) indica anche la Cominetta e il Rio Rino. L'uso dei canali è per lo più agricolo, in passato erano presenti anche due mulini alimentati dall'acqua. A Borgosatollo erano presenti numerosi fontanili la cui alimentazione, ridottasi negli ultimi decenni del XX secolo, era legata al fenomeno delle risorgive

### Paesaggio

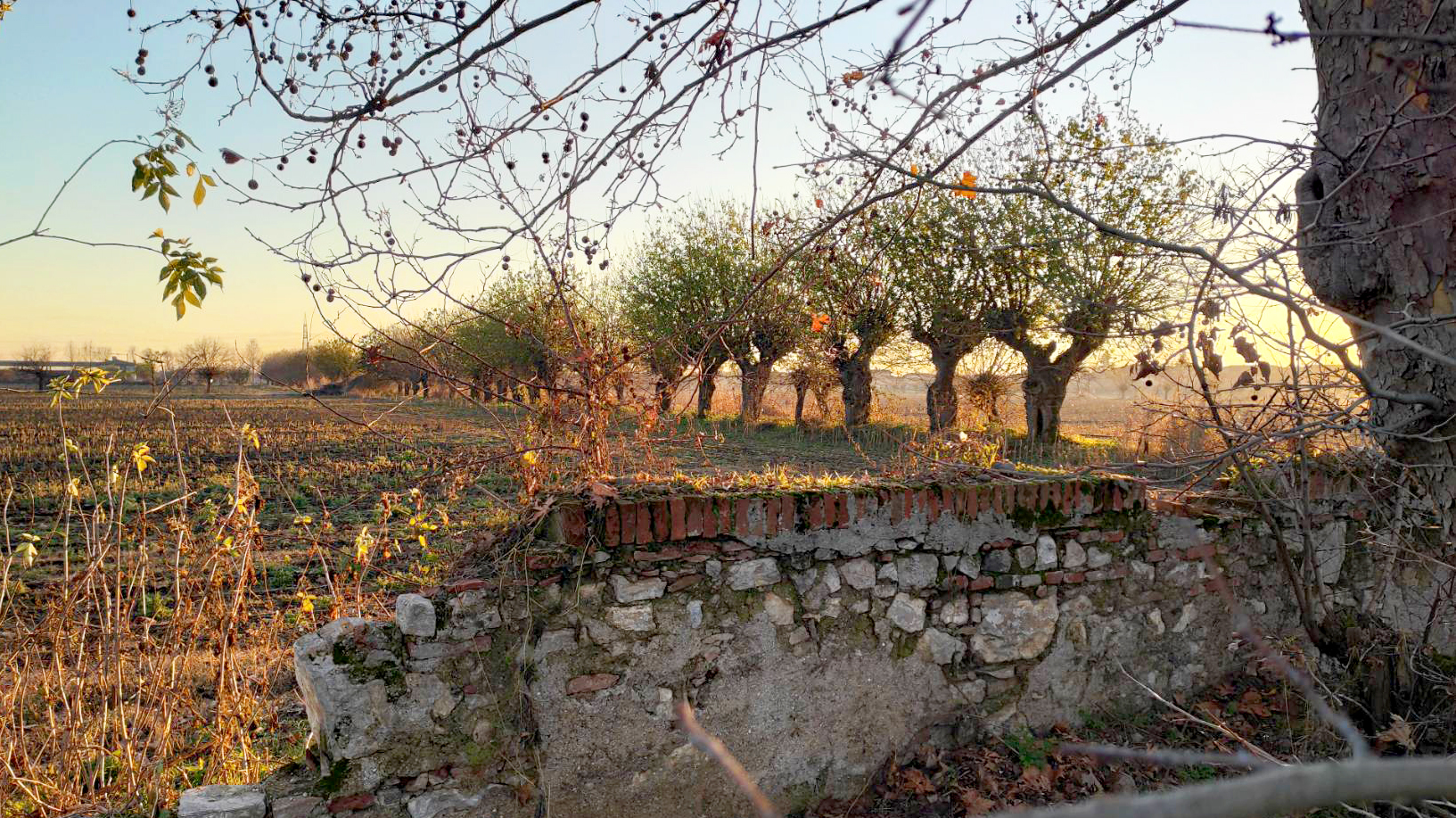
Filari presso la frazione di Piffione.

Il paesaggio all'interno del territorio di Borgosatollo è quello prevalente della Bassa Bresciana, formato da campi aperti, ora caratterizzati dalla coltivazione di mais. Un tempo il paesaggio di questo paese era formato dalla cosiddetta piantata padana tipica tipologia prevalente lungo la fascia agricola della Pianura Padana. 

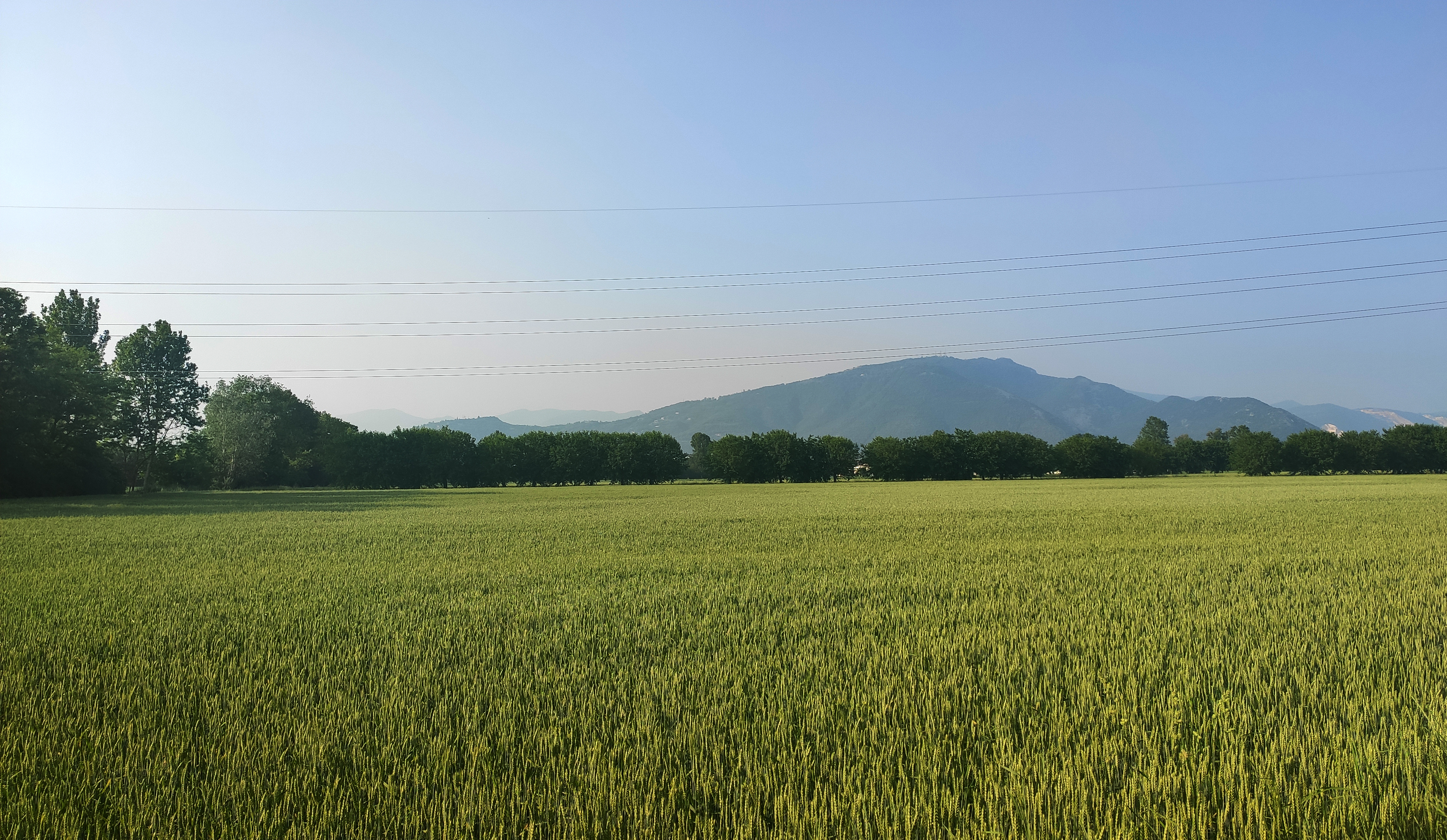
Paesaggio dell'area a nord di Borgosatollo, sullo sfondo filare di gelsi e il monte Maddalena.

Essa consisteva nell'affiancare alla coltivazione prevalente del fondo anche una coltivazione parallela posta nelle strisce di terreno che dividevano i fondi o lungo le rive dei canali di irrigazione. In queste strisce di terreno venivano piantati filari di alberi i quali avevano un duplice scopo: riparare le coltivazioni spezzando e proteggendole dalle raffiche di vento e dare a sua volta una coltivazione aggiuntiva. Per meglio sfruttare queste strisce nel territorio della Bassa Bresciana, veniva scelto il sistema di gelso maritato con la vite. La vite serviva alla produzione di uva mentre il gelso veniva capitozzato stagionalmente per ricavarne legna per il riscaldamento e le foglie venivano usate come alimento per i bachi da seta. La lavorazione dei bachi da seta veniva svolta nell'allora filanda, posta presso palazzo Facchi (ora oratorio femminile).

#### I Gelsi
Nel 1929 al tempo in cui al comune di Borgosatollo era integrato anche il territorio di Montirone, si contavano 36 500 esemplari di gelso disposti a filare.
Di questo antico sistema di paesaggio vi restano attualmente poche tracce, per quanto riguarda la piantata padana sono ancora visibili alcuni esemplari di gelso maritato con vite nel territorio a nord della frazione di Piffione.
Nel 2007 il comune di Borgosatollo ha realizzato un censimento per rilevare gli alberi monumentali presenti all'interno del proprio territorio. Riscontrando la presenza di quasi 1000 esemplari di valenze storica (esemplari con più di 50 anni). L'esemplare più vecchio con oltre duecento anni risulta risalente all'epoca napoleonica.
A dimostrazione del pregio paesaggistico di questi esemplari, nel 2022 due dei filari posti nella frazione di Piffione sono stati riconosciuti come elementi di pregio paesaggistico storico ed iscritti nell'apposito registro degli Alberi Monumentali d'Italia redatto dal Ministero dell'Agricoltura.

### Clima
Il clima a Borgosatollo è caldo e temperato, con piovosità significativa durante tutto l'anno.
La temperatura media annuale è di 13 °C, essendo luglio il mese con temperature più alte (27,8 °C) e gennaio il mese con temperature più basse (-0,3 °C).
La piovosità media annuale è di 1091 mm. In particolare le piogge sono più scarse nel mese di gennaio (54 mm) e più abbondanti nel mese di novembre (125 mm).
Nel periodo invernale è frequente la nebbia e anche le gelate e la neve.
| [ 17 ]              | Mesi | Mesi | Mesi | Mesi | Mesi | Mesi | Mesi | Mesi | Mesi | Mesi | Mesi | Mesi | Stagioni | Stagioni | Stagioni | Stagioni | Anno  |
| [ 17 ]              | Gen  | Feb  | Mar  | Apr  | Mag  | Giu  | Lug  | Ago  | Set  | Ott  | Nov  | Dic  | Inv      | Pri      | Est      | Aut      | Anno  |
| ------------------- | ---- | ---- | ---- | ---- | ---- | ---- | ---- | ---- | ---- | ---- | ---- | ---- | -------- | -------- | -------- | -------- | ----- |
| T. max. media (°C)  | 6,6  | 8,5  | 13,2 | 17,0 | 21,3 | 25,8 | 27,8 | 27,4 | 22,5 | 17,3 | 11,6 | 7,2  | 7,4      | 17,2     | 27,0     | 17,1     | 17,2  |
| T. min. media (°C)  | −0,3 | 0,0  | 2,7  | 6,4  | 10,9 | 15,7 | 18,4 | 18,5 | 14,9 | 10,7 | 5,8  | 1,1  | 0,3      | 6,7      | 17,5     | 10,5     | 8,7   |
| Precipitazioni (mm) | 54   | 59   | 67   | 96   | 106  | 100  | 87   | 96   | 115  | 119  | 125  | 67   | 180      | 269      | 283      | 359      | 1 091 |

Secondo la classificazione climatica Borgosatollo appartiene alla zona E.

## Origini del nome
Secondo Mazza (1986), il toponimo deriverebbe da buscolo satulo, ovvero bosco frondoso, denominazione che risulta nell'elenco dei beni del Capitolo della Cattedrale di Brescia redatto nel XIII secolo. Nel Quattrocento, la dicitura Bosco viene sostituita con Borgo, ottenendo il nome latino di Burgus saturus e quella dialettale di Borsadól. Nel XVI secolo la versione in volgare era Borsadol che divenne Borsadollo nel XVII secolo. Bosio (2006) scarta l'ipotesi del bosco, presupponendo che la conformazione del terreno borgosatollese non consentisse la crescita di una flora lussureggiante. Ipotizza che l'origine del nome possa essere longobarda, come per la vicina località di Belleguardo, e che si sia persa in tempi successivi per l'esigenza di latinizzare o volgarizzare i toponimi.

## Storia

### Epoca romana e alto medievale
Esigui sono i reperti di epoca romana e longobarda, dai quali non si può desumere l'esistenza di insediamenti umani nella zona di Borgosatollo in quei periodi storici. Due tombe romane a spioventi con cippi sepolcrali a testa tonda, le cui lapidi sono conservate presso il Museo romano di Brescia, sono state rinvenute nel 1933 durante i lavori di scavo del canale Garza. Di attribuzione longobarda è invece un'altra tomba, rinvenuta in località Casello. Essa era delimitata da pietre di medolo e conteneva sei scheletri e alcuni reperti. Bosio (2006) riporta che l'origine del toponimo di Scodelle, secondo il Bonaglia, sarebbe da attribuirsi alla presenza della popolazione germanica e che anche Belleguardo, anticamente noto come Bereguardo, avrebbe un'origine simile.

### Il basso Medioevo
Fino al Duecento, il territorio di Borgosatollo era incolto a causa delle caratteristiche del terreno, sostanzialmente ghiaioso, e per la mancanza di una rete irrigua. In quel periodo, per iniziativa della repubblica comunale bresciana e del vescovo Berardo Maggi, furono costruite delle derivazioni del Naviglio Grande bresciano, quali il Naviglio Inferiore, la roggia San Pola, la Mora o Avogadra e la Vescovada, che permisero di bonificare il terreno fino all'attuale via San Francesco d'Assisi.
Borgosatollo nel Trecento fu coinvolto nelle guerre fra Scaligeri e Visconti, data la sua posizione strategica. Secondo Mazza (1986) furono costruiti due castelli: uno sul Naviglio, nei pressi del ponte lungo la rotabile che collegava Poncarale a Castenedolo e Rezzato, e uno in prossimità dell'attuale contrada del Castello, a difesa degli abitanti.
Durante la seconda metà del Trecento, i Visconti erano divenuti stabili dominatori del bresciano e decisero di ripopolare le zone devastate dalle guerre e dalla pestilenza del 1348 con abitanti provenienti dalle valli bergamasche della val di Scalve e della val Seriana. Anche Borgosatollo vide il popolarsi di nuovi nuclei familiari provenienti da quelle zone.
Attorno al 1380, gli abitanti del paese che non avevano ottenuto la cittadinanza bresciana si costituirono in comune con un sistema, quello delle Vicinie, che fu mantenuto in auge fino al 1797. Secondo l'Estimo visconteo del 1385, il comune appartenne alla quadra di Capriano con Mairano.

### L'età veneta
Nella prima metà del Quattrocento, Borgosatollo passò sotto la Repubblica di Venezia come tutto il territorio bresciano. In questo periodo furono edificate la chiesa di Santa Maria Assunta, divenuta in seguito parrocchiale, e quella della Trinità, posta fuori dal paese e funzionante come ospizio. Nel 1439 il Castello fu brevemente occupato da Taliano del Friuli per poi tornare sotto il controllo della Serenissima.
Il paese fece parte inizialmente della quadra di Ghedi, mentre in seguito passò a quella di Rezzato.
Nel Catastico bresciano di Giovanni Da Lezze (1610) non risulta la presenza di alcun fortilizio, per cui Coccoli (2006) presume che il Castello fosse stato abbattuto in precedenza. Il Podestà veneto segnalò la presenza della chiesa della Trinità, segnalandola come non officiata, e di quella di San Michele in Piffione.
Nel 1611, l'esercito della repubblica veneta si scontrò con i banditi che erano protetti a Borgosatollo dal nobile Filippo Franzoni che fu catturato l'anno seguente e condannato al carcere a vita; il suo palazzo fu demolito. Nello stesso periodo fu edificata la chiesa dei Santi Faustino e Giovita presso le Gerole.
Il 1º agosto 1762 fu posata la prima pietra della nuova parrocchiale, costruita su progetto di Antonio Marchetti. Lo stesso architetto, nel 1780 fu chiamato dal nobile Antonio Guerrini per ristrutturare il palazzo familiare, che fu completato dieci anni dopo.
Nella Descrizione generale del 1764, il comune risultò appartenente ancora alla quadra di Rezzato.

### L'epoca napoleonica e asburgica
Nel corso del 1796, il territorio bresciano era stato occupato dalle forze repubblicane francesi. Nel marzo dell'anno seguente fu istituita la Repubblica Bresciana che in novembre confluì nel dipartimento del Mella della Cisalpina. Cessò di funzionare il sistema delle Vicinia sostituito ben presto da un'assemblea di cittadini la cui composizione fu stabilita in base al censo. Nel maggio 1797 l'istituzione comunale fu inserita all'interno del Cantone del Garza Orientale che fu ribattezzato Distretto dalle leggi di maggio e ottobre 1798. Dopo la parentesi austro-russa (1799), nel 1801 il comune fu assegnato nel Distretto I di Brescia e in tale veste si mantenne dopo la trasformazione della Cisalpina in Repubblica Italiana.
Dopo l'istituzione del napoleonico regno d'Italia (1805), Borgosatollo fu classificato come comune di terza classe ed entrò a far parte del Cantone IV di Brescia, appartenente al Distretto I che aveva il medesimo capoluogo.
Nel 1814, il paese fu occupato dalle forze austriache. In seguito al Congresso di Vienna, entrò a far parte della provincia di Brescia del Regno Lombardo-Veneto di cui gli Asburgo d'Austria furono casa regnante. Con la notificazione del febbraio 1816, l'amministrazione municipale fu assegnata al Distretto I di Brescia.

#### Proprietà nobiliare in epoca napoleonica
1. Famiglia Guarneri 779,25 pertiche
2. Famiglia Crotta: 688,12 pertiche
3. Famiglia Luzzago 596,83 pertiche (presenti in minor quantità anche gli Archetti, i Chizzola e i Caprioli).

#### Proprietà nobiliare in epoca asburgica
1. Fam. Garneri 814,83 pertiche
2. Fam. Richiedei 511,26 pertiche
3. Fam. Crotta 413,04 pertiche (presenti in minor quantità anche la fam. Cigola).

### Dopo l'Unità
A seguito degli eventi della seconda guerra d'indipendenza italiana (1859), Borgosatollo entrò a far parte del Regno di Sardegna (dal 1861, Regno d'Italia). Sulla base del decreto Rattazzi fu inserito nel Mandamento IV di Rezzato, appartenente al Circondario I della nuova provincia di Brescia.
A cavallo dei secoli XIX e XX, nel paese s'impiantò la ditta Facchi & Fisogni che per prima sperimentò in Italia il sistema di distribuzione frazionata del latte, sia intero sia scremato, distribuendolo in bottiglie di vetro in tutto il capoluogo di provincia.
Con regio decreto 4 dicembre 1927, n. 2350, fu soppresso il vicino comune di Montirone il cui territorio fu assegnato a quello di Borgosatollo. Nel 1955 fu ripristinata l'autonomia municipale montironese, concretizzatasi l'anno seguente.

### Simboli
Lo stemma del comune fu riconosciuto con decreto del capo del governo del 28 agosto 1931 dopo la richiesta avanzata l'anno precedente dall'amministrazione municipale alla Consulta araldica di Firenze sulla base di una rappresentazione in pietra posta sull'arco dell'ingresso del palazzo comunale. Lo scudo è di tipo sannitico, timbrato dalla corona regolamentare dei comuni italiani, e raffigura una pecora rampante su sfondo azzurro. I due rami in decusse sono di alloro, a sinistra, e di quercia, a destra, entrambi rappresentati con frutti.
Bosio (2006) riporta la tradizione popolare secondo la quale lo stemma originario avesse un cinghiale rampante su sfondo verde, come testimoniato anche da alcune versioni del gonfalone comunale.
Il gonfalone è un drappo di azzurro.

## Monumenti e luoghi d'interesse

### Architetture religiose
Chiesa di Santa Maria Annunciata
Si tratta della chiesa parrocchiale del paese (45°28′36″N 10°14′25″E), dedicata all'Annunciazione di Maria. La fabbrica precedente fu elevata fra il Trecento e il Quattrocento. L'edificio attuale è stato costruito su progetto di Antonio Marchetti nella seconda metà del Settecento: la prima pietra fu posata il 1º agosto 1762 e i lavori proseguirono nei decenni seguenti. L'interno è ritmato da colonne architravate e da timpani triangolari. L'Annunciazione e l'Ultima Cena sono opera di Sante Cattaneo, mentre Santa Trinità coi santi Barnaba, Agostino e Monica è di Pietro Muttoni detto il Vecchia. Incerta è l'attribuzione dell'autore dell'opera Sant'Antonio e l'Immacolata, come i nove quadroni contenenti la vita di Maria. Le decorazioni sono opera di Pietro Scalvini.
Chiesa della Santissima Trinità
La chiesa della Santissima Trinità (45°28′01″N 10°14′32″E) è un edificio ecclesiale a un'unica navata, posto sulla carrabile per Ghedi, e dedicato al dogma cristiano della Trinità. Fu edificato nel Quattrocento e impiegato come lazzaretto durante la peste del 1630.
Chiesa di San Michele Arcangelo, Piffione
La chiesa di San Michele Arcangelo è un edificio di culto dell'VIII secolo. Sorge all'interno dell'antico borgo di Piffione, frazione del comune di Borgosatollo.
Chiesa dei Santi Faustino e Giovita, Gerole
La chiesa di probabile origine seicentesca, di piccole dimensioni, accosta all'edificio principale una piccola sagrestia e il campanile. All'interno della chiesa è contenuta una pala dei santi Faustino e Giovita rappresentati nel momento in cui presentano Brescia alla Madonna datata 1626, con un'interessante veduta della città, opera di Grazio Cossali.

#### Chiesa di San Bernardino e San Rocco
Era una chiesetta posta nel lato sud della piazza principale poco distante dalla parrocchiale.
Dedicata a San Bernardino da Siena, al quale vi si aggiunse San Rocco. Santo patrono contro la peste. In ricordo di questi Santi erano presenti le due statue poste a lato dell'altare.
Fu sede della confraternita della disciplina, un'associazione di pietà e mutua assistenza composta da uomini e donne cattolici, un movimento che col tempo si evolverà nella moderna Azione Cattolica.
Ad opera della confraternità nel 1748 venne eretta una tomba comune dedicata ai membri che ne avevano fatto parte.

Con un'epigrafe che diceva:
D.O.M.
HOC SEPULCRUM
SODALITAS DIVO BERNARDINO PATRONO DICATA
SUO AERE SIBI POSUIT

ANNO MDCCIIL
L'edificio venne poi sconsacrato ed ova è convertito in attività commerciale.

### Architetture civili
Villa Guerrini
L'edificio si trova a nord-est rispetto alla chiesa parrocchiale, all'interno di un cortile. Essendo circondata da case, risulta coperta alla vista (45°28′37″N 10°14′28″E).
Fu edificata a partire dal 1780 su commissione di Faustino Guerrini e del figlio Francesco Maria e su progetto di Antonio Marchetti, che nello stesso periodo seguiva il progetto della parrocchiale di Borgosatollo. Secondo quanto riportato da Coccoli & Bosio (2006), l'interno non fu mai completato.
La facciata è sostenuta da un portico di cinque campate sorrette da sei colonne in stile toscano. I cinque archi hanno ampiezze diverse: larghi sono quello centrale e i due esterni, mentre quelli che li inframezzano sono di più modeste dimensioni, in modo che le colonne risultino accoppiate. Portico, cortile e villa risultano divisi in due parti da un alto muro a seguito del passaggio di proprietà a due diversi soggetti.
Villa Richiedei-Galeazzi
Situata lungo l'attuale via IV Novembre (45°28′50″N 10°14′21″E), si tratta di una villa edificata dai nobili Richiedei nella prima metà del Settecento in un terreno che fino alla prima metà del secolo precedente appartenne alla famiglia Merenda. Nel 1980 fu acquistata da Carlo Galeazzi.
Il portale di ingresso è ornato da bugne in pietra ed è sormontato da un cornicione. La facciata è rivolta a meridione e presenta un portico di cinque campate, sorretto da quattro colonne in pietra e da due pilastri ai lati. Il soffitto del portico è a travetti in legno decorati da Giuseppe Ferrai. Durante la ristrutturazione seguita all'acquisizione dei Galeazzi, al primo piano sono stati scoperti i resti di piccole colonne che sorreggevano degli archi, rivelando che la facciata originaria, perduta in seguito a successive restaurazioni, prevedeva che a ogni arcata del porticato corrispondessero due arcate al primo piano, dove si trovava la loggia.
Palazzo Faustini-Arrivabene
Detto anche Palazzo Barucchelli, si trova lungo via Santissima (45°28′32″N 10°14′24″E).
La prima costruzione risaliva alla seconda metà XIII secolo o agli inizi del XIV secolo e fu di proprietà dei Faustini fino al 1635, quando passò al notaio Riccobello Richiedei di Lavone e in seguito ai Fè d'Ostiani. Sul finire del Settecento fu acquistato da Paolo Barucchelli, la cui nipote sposò un Arrivabene. L'ultima discendente di questa famiglia cedette il palazzo con il vicino parco al comune.
Bosio (2006) nota come la struttura del palazzo negli anni abbia subito manomissioni, per cui dell'originaria costruzione rimangono solo quattro colonne, in pietra liscia, che sorreggono l'architrave del portico interno, mentre la disposizione dei locali, di stampo settecentesco, è stata stravolta. Su via Santissima si aprono un portale e un portalino, entrambi in bugne di pietra.
Palazzo Fisogni
È situato in via IV Novembre, presso la piazza principale del paese (45°28′38″N 10°14′22″E).
La fabbrica attuale è il risultato della ristrutturazione operata nel Settecento dai nobili Crotte su precedenti edifici e case coloniche della famiglia Gandelli, del XVI e XVII secolo, di cui sono state mantenute alcune caratteristiche. Dal lato della strada, il parco è protetto da un alto muro cinta ornato da otto vasi di pietra sagomati e coronati da mazzi di foglie in ferro battuto. Il portale è a bugne, affiancato da lesene e sormontato da un cornicione. Il palazzo è orientato verso meridione; è presente un portico a sei campate con volte a crociera. I due portali in pietra, posti sulle testate del portico, presentano i due stemmi della famiglia Crotta.
Per quanto riguarda l'interno, una sala al piano terra, detta la caminada, ha il volto sorretto da otto mensoloni a voluto. Le sale al primo piano della parte settentrionale hanno il volto a carena in stile secentesco, mentre quelle della parte meridionale sono ornate da travetti settecenteschi. La cappella privata affianca a est la galleria centrale. L'ala a oriente presenta sale con pareti affrescate e soffitti decorati, in stile settecentesco, con paesaggi e medaglioni.
Palazzo Guarneri-Richiedei
Complesso che si trova in via Molino Vecchio (45°28′35″N 10°14′30″E). La facciata che dà sulla strada presenta un portale il quale è compreso fra due pilastri in bugne marmoree. Le aperture del pianterreno sono di dimensioni minori rispetto a quelle del piano superiore, mentre gli architravi e gli stipiti sono in finte bugne.
All'interno, la facciata è fiancheggiata da due ali del caseggiato rivolte verso nord le quali racchiudono un piccolo cortile. È presente un porticato dal soffitto lineare sorretto da sei pilastri in bugne marmoree. Sei stanze, separate dall'androne d'ingresso sono presenti lungo l'asse adiacente alla strada e di queste solo il salone da pranzo è dotato di elementi artistici: stucchi dorati sul soffitto e un fuoco marmoreo barocco la cui cappa è lavorata a stucco.
L'arredamento, che nel 2006 risulta asportato in quanto il palazzo è sede dell'oratorio femminile, era pure barocco, mentre sul buffet risultano incise le iniziali di Francesco Guarneri, primo proprietario della costruzione.
Al piano superiore, sopra il porticato, è presente una lunga galleria che fornisce l'accesso alle sette stanze, fungenti da camera. Una stanza, posta al termine ovest della galleria ha il soffitto con volta a crociera che fa presumere al Bosio che sia una parte più antica relativa a un precedente edificio, di origine cinquecentesca.
Nell'ala occidentale sono presenti le stanze originariamente adibite a dispensa, cucina, alla produzione di latticini e alla stagionatura dei formaggi. Altre stanze erano adibite a stalla e a magazzino.
Palazzo Guidetti
Ubicato presso piazza del Castello (45°28′33″N 10°14′28″E), si tratta di un palazzo costruito nel 1648, come segnalato da un'iscrizione sotto il portale d'ingresso, dal nobile Andrea Mori e dal figlio Feliciano, i quali avevano acquistato le loro proprietà in Borgosatollo da Cristoforo Franzone. Costui era stato condannato dai tribunali della Repubblica di Venezia nel 1612 per avere ospitato dei malviventi, in particolare Andrea Gatto da Medole, e fu ordinata la distruzione del suo palazzo. Secondo Bosio (2006) il palazzo Guidetti sorse sui resti di quelli di Franzone, ipotizzando anche che quest'ultimo non fu abbattuto, ma ristrutturato dai Mori.
Nell'Ottocento divenne proprietà dei Guidetti, da cui è tratto il nome. Il palazzo si presenta con una struttura massiccia, con un porticato sorretto da pilastri in pietra, sormontati da quattro archi centrali e da due laterali. Nel parco sono presenti capitelli dei secoli XV e XVI.
Palazzo Modonesi
Il Palazzo Modonesi fa parte di un complesso architettonico edificato intorno al XVIII secolo all'interno dell'antico borgo di Piffione, a nord del centro abitato, sulla strada che porta a Brescia.
Originariamente edificio agricolo, col tempo si è arricchito di numerosi parti andando a formare un grande complesso edilizio di valore architettonico.

#### Altri edifici di rilevanza storica
- - Grande complesso di edifici edificati intorno al XIV secolo con funzione di xenodochio (ospizio per viandanti) nella frazione Gerole. Il complesso è attualmente divisi fra due proprietà: la Cascina Boldini a ovest (con la presenza di affreschi del primo '500), è caratterizzata dalla presenza di più edifici tra cui una torre colombaia della prima metà del '500, di interesse è l'arco d'accesso su cui si possono ancora vedere parti dipinte che vanno al 500 al 700; casa Pola, a est, con ancora chiari resti visibili di strutture murarie risalenti al XIV sec..Le strutture murarie datano dal XIV al XVII secolo, il grande porticato è una aggiunta seicentesca, epoca nella quale lo xenodochio venne trasformato in azienda agricola. Di notevole importanza un grande affresco, di ottima mano, risalente alla seconda metà del trecento, che raffigura una crocifissione affiancata dalla Vergine e da San Giovanni. Nel riquadro a destra è raffigurato un Sant'Antonio Abate con il tipico bastone tau, campanellino e maialino. Il riquadro di sinistra risulta parzialmente visibile in quanto coperto dal muro divisorio delle due proprietà. Si tratta di una figura maschile dai lunghi capelli biondi che attraversa un corso d'acqua con pesci, senz'altro molto più tarda rispetto all'originale sul quale è stata riaffrescata. La parte superiore dell'affresco è decorata a finto bugnato. Lo xenodochio è sorto nel XIV sec. (insieme all'ospizio di Sant'Antonio Viennese in via Cairoli a Brescia (ex Cavallerizza) e l'ospizio di San Giacomo al Mella, con le medesime funzioni. Tutta l'iconografia rimanda agli ospizi antoniani sorti in quel periodo sulla via Francesca in Italia. Gli xenodochi erano adibiti anche ad ospedali dove si curavano gli ammalati di herpes zoster (fuoco di sant'Antonio). Il primo di questo ospedali venne edificato a Viennes (in Francia) dove, nel relativo monastero, era custodito il corpo di Sant'Antonio. Con la dismissione dello xenodochio alla fine del '500 e la chiusura della sua chiesa (ora adibita a stalla) alle Gerole venne edifiata la nuova dei SS Faustino e Giovita.
- Cascina Medeghini. Complesso composto da più edifici di valore storico, sorge nella frazione di Gerole.

## Società

### Evoluzione demografica
Abitanti censiti

### Etnie e minoranze straniere
Al 31 dicembre 2015 a Borgosatollo risultano residenti 926 cittadini stranieri, pari al 10% della popolazione. Le dieci nazionalità principali sono:
| Pos. | Cittadinanza | Popolazione |
| ---- | ------------ | ----------- |
| 1    | Romania      | 133         |
| 2    | Pakistan     | 110         |
| 3    | India        | 109         |
| 4    | Albania      | 103         |
| 5    | Marocco      | 69          |
| 6    | Ucraina      | 53          |
| 7    | Moldavia     | 50          |
| 8    | Sri Lanka    | 40          |
| 9    | Senegal      | 33          |
| 10   | Serbia       | 33          |

### Religione
La religione maggiormente praticata a Borgosatollo è, come per l'Italia, quella cattolica, ma anche con piccole minoranze ortodosse, rappresentata nel paese dalla parrocchia di Santa Maria Annunciata, appartenente alla diocesi di Brescia.

### Lingua e dialetto
Nel territorio di Borgosatollo, accanto all'italiano, è parlata la lingua lombarda prevalentemente nella sua variante di dialetto bresciano

### Tradizioni e folclore
Originario della frazione di Piffione è inoltre il famoso detto bresciano:
"Ma va a Pifiù a ferà gli òch col martilì de pàja!".

## Cultura

### Cucina
Il piatto tipico di Borgosatollo sono le "rane e bose", (Cottus gobio Linnaeus) piccoli pesci da risorgiva, per lungo tempo questi animali erano facilmente reperibili nel territorio della bassa bresciana, in particolar modo nella fascia dei fontanili e grazie alle numerose risorgive presenti in questo territorio. La cattura di questi animali ha contribuito per fino alla metà del secolo scorso ad alimentare un'economia con cui molte famiglie locali basavano il loro sostentamento. Facilmente reperibili col tempo sono andati via via estinguendosi i pochi esemplari rimasti sono protetti e la pesca nelle acque regionali è vietata. Gli esemplari attualmente utilizzati per la preparazione del piatto provengono ora da allevamento ittico.
A ricordo di questo ogni anno nel mese di maggio viene organizzata la tradizionale Sagra delle rane, in cui il famoso piatto viene appositamente cucinato.
A maggio 2023 due ricette locali, il risotto con le rane e le rane fritte, hanno ricevuto il riconoscimento di DE.CO da parte del Comune come prodotto tipico locale.

## Geografia antropica

### Urbanistica
Il paese non è sorto su una storica direttrice proveniente dal capoluogo provinciale: la strada originaria che lo collegava a Brescia terminava a Borgosatollo, proseguendo verso Ghedi e Montirone sotto forma di sentiero. Il nucleo originario si sviluppò lungo questa direttrice, nel punto in cui si incrociava con quella est-ovest (le attuali via Roma e via Molino vecchio) e dove si innestava la piazza principale. Nei pressi di quest'ultima hanno trovato sede il centro religioso cristiano cattolico, la parrocchia di Santa Maria Assunta, e quello politico, il vecchio municipio e quello nuovo.
Nei primi dell'Ottocento avvenne il primo sviluppo del tessuto urbano, causato dal miglioramento della produzione agricola, che riguardò principalmente edifici rurali quali stalle e portici. La successiva espansione si ebbe nel primo dopoguerra, quando l'amministrazione podestarile mise in vendita e lottizzò i terreni della piazza d'armi, situata nei pressi dell'attuale via Martiri della Libertà.
Nel secondo dopoguerra, l'espansione urbanistica consumò il territorio in maniera costante e soprattutto seguì l'andamento nord-sud, a causa della presenza, a est e a ovest, di terreni agricoli non vendibili appartenenti a grosse realtà del settore primario. La prima lottizzazione delle aree artigianali e industriali riguardò la località Gorgone attorno all'alveo del Garza, dove nei progetti urbanistici degli anni cinquanta era prevista la costruzione della darsena di Brescia sul canale navigabile che avrebbe dovuto collegare il capoluogo cittadino al Mincio. I successivi piani di fabbricazione e piani regolatori ampliarono questo nucleo, facendo in modo che la zona industriale fosse separata da quella residenziale da una fascia agricola che si estendeva dalle Gerole fino ai confini meridionali con Ghedi. L'area residenziale, infine, fu caratterizzata da lotti piccoli e costruzioni monofamiliari.
Il piano regolatore valido fino al 2010 prevede il raggiungimento dei 10 000 abitanti, incrementando gli insediamenti abitativi in aree marginali e incentivando la riqualificazione dei cascinali dismessi.
Al 2006, l'area urbanizzata occupa una superficie di circa 2 100 000 m².

### Frazioni
Lo Statuto comunale riconosce la presenza di due frazioni:
- Gerole
- Piffione

Nel territorio del comune sono presenti le seguenti località: Colombo, Fuserino, Gorgone, Pradossi, Sorec e Venezia.

## Economia
L'agricoltura un tempo settore economico principale è andato col tempo diminuendo anche a seguito del consumo dei terreni e della notevole urbanizzazione che hanno interessato sia il centro principale sia la frazione di Piffione dagli anni '50 a oggi.
Le attività industriali si concentrano per lo più nell'area artigianale-industriale che sorge ad est del centro cittadino in direzione di Castenedolo e divisa in zona nord e zona sud e delimitata ad est dal corso del fiume Garza.

## Infrastrutture e trasporti

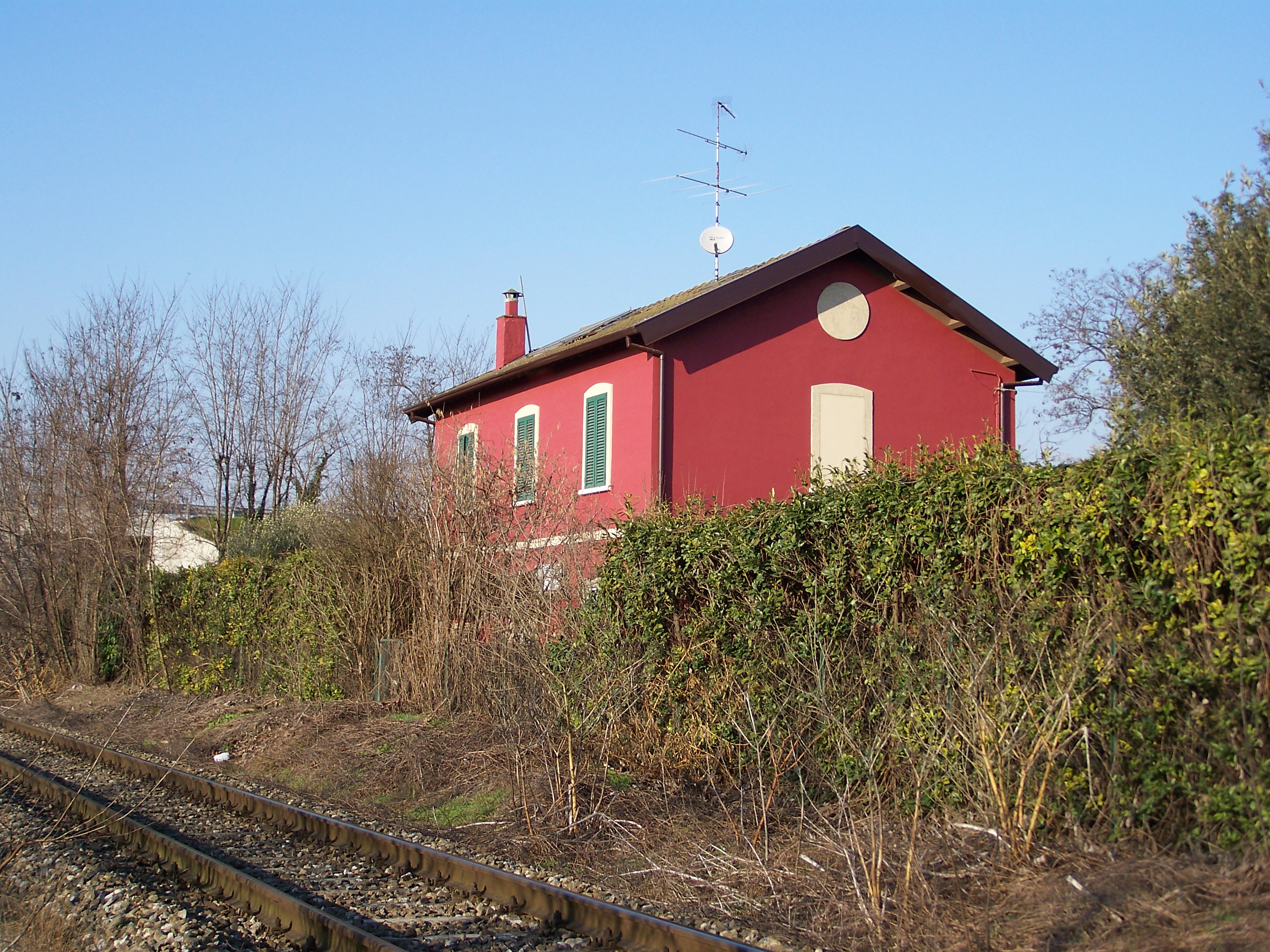
Ex stazione ferroviaria di Borgosatollo

Il centro abitato e la frazione Piffione sono attraversati dalla provinciale 23 Borgosatollo-Montirone che si innesta a settentrione sulla ex statale Brescia-Cremona e a meridione sulla provinciale 24 Chiaviche-Cadimarco. Dal centro di Borgosatollo inizia la provinciale 77 che collega il paese al vicino comune di Castenedolo, all'altezza della località Alpino.
Il territorio borgosatollese è attraversato a occidente dall'Autostrada A21 Torino-Piacenza-Brescia. A ridosso dei confini comunali a meridione è presente il raccordo autostradale Ospitaletto-Montichiari che serve Borgosatollo tramite l'omonimo svincolo. Oltre a questo, i caselli più vicini sono quelli di Brescia Centro, a Brescia, e di Brescia Sud, in territorio di Poncarale.
La ferrovia Brescia-Parma passa a sud-ovest dell'abitato borgosatollese. Fino al 1932, fu in funzione una fermata ferroviaria, in seguito dismessa e convertita in abitazione privata.
Il comune fa parte della rete urbana di trasporti della provincia di Brescia ed è pertanto servito dalla linea 14 Metro Volta-Borgosatollo-Capodimonte, con alcune corse Stazione di Brescia-Capodimonte.
Nelle vicinanze di Borgosatollo si trova inoltre l'aeroporto "Gabriele D'Annunzio" di Brescia-Montichiari, interessato principalmente al trasporto di merci.

## Amministrazione
| Periodo | Periodo | Primo cittadino     | Partito | Carica  | Note          |
| ------- | ------- | ------------------- | ------- | ------- | ------------- |
| 1945    | 1946    | Pietro Guidetti     |         | Sindaco | [ 37 ] [ 76 ] |
| 1946    | 1947    | Alda Arisi          |         | Sindaco | [ 37 ]        |
| 1947    | 1956    | Giuseppe Cereda     |         | Sindaco | [ 37 ]        |
| 1956    | 1958    | Pietro Paderno      |         | Sindaco | [ 37 ]        |
| 1958    | 1964    | Giovanni Bana       |         | Sindaco | [ 37 ]        |
| 1964    | 1967    | Giorgio Zanardini   |         | Sindaco | [ 37 ]        |
| 1967    | 1972    | Giovanni Taurisano  |         | Sindaco | [ 37 ]        |
| 1972    | 1976    | Lodovico La Fede    |         | Sindaco | [ 37 ]        |
| 1976    | 1977    | Domenico Sabbio     | PSI     | Sindaco | [ 37 ]        |
| 1977    | 1980    | Francesco Roversi   | PSI     | Sindaco | [ 37 ]        |
| 1980    | 1985    | Domenico Sabbio     | PSI     | Sindaco | [ 37 ]        |
| 1985    | 1989    | Gianfranco Canevari | PSI     | Sindaco | [ 37 ]        |
| 1989    | 1990    | Domenico Sabbio     | PSI     | Sindaco | [ 37 ]        |
| 1990    | 1994    | Francesco Zanardini | DC      | Sindaco | [ 37 ]        |
| 1994    | 1995    | Roberto Terzi       | PDS     | Sindaco | [ 37 ]        |

Di seguito l'elenco dei sindaci eletti direttamente dai cittadini, dal 1995:
| Periodo        | Periodo        | Primo cittadino     | Partito                           | Carica  | Note   |
| -------------- | -------------- | ------------------- | --------------------------------- | ------- | ------ |
| 24 aprile 1995 | 14 giugno 2004 | Paolo Roversi       | lista civica di centrosinistra    | Sindaco | [ 37 ] |
| 14 giugno 2004 | 8 giugno 2009  | Alberto Bellotto    | lista civica di centrosinistra    | Sindaco | [ 37 ] |
| 8 giugno 2009  | 26 maggio 2014 | Francesco Zanardini | Il Popolo della Libertà-Lega Nord | Sindaco | [ 77 ] |
| 26 maggio 2014 | 10 giugno 2024 | Giacomo Marniga     | lista civica di centrosinistra    | Sindaco | [ 78 ] |
| 10 giugno 2024 | in carica      | Elisa Chiaf         | lista civica di centrosinistra    | Sindaco | [ 79 ] |

## Sport

### Calcio
A Borgosatollo erano inizialmente presenti due squadre di calcio, oggi unite in uno stesso gruppo calcistico: 
1. l'A.C. Borgosatollo 1982 Calcio società nata nel 1982 che ha militato nel girone D lombardo di Promozione I cui colori sociali sono: il bianco e il rosso.
2. Il Real Calcio Borgosatollo. I cui colori sono: il giallo e il blu.

### Tamburello
È presente una squadra di tamburello, la A.T. Borgosatollo che fu Campione d'Italia nel 2001 (unica formazione bresciana ad aggiudicarsi il titolo nella serie A) e Campione d'Europa nelle stagioni 2000, 2001 e 2002.

### Altri sport
A Borgosatollo sono presenti anche squadre di pallavolo e basket.
Importante è anche il ciclismo di cui il maggiore esponente locale fu Benedetto Pola, campione mondiale di ciclismo, a cui è intitolato il centro sportivo del paese.
Marcia di Regolarità in montagna: nel 2023 i borgosatollesi Aguscio Angelo, Cadei Luigi e Co' Fabio si sono laureati campioni italiani a pattuglie della Federazione Italiana Escursionismo.